# Liste der Bodendenkmäler in Grafrath
Auf dieser Seite sind die Bodendenkmäler in der oberbayerischen Gemeinde Grafrath zusammengestellt. Diese Tabelle ist eine Teilliste der Liste der Bodendenkmäler in Bayern. Grundlage ist die Bayerische Denkmalliste, die auf Basis des Bayerischen Denkmalschutzgesetzes vom 1. Oktober 1973 erstmals erstellt wurde und seither durch das Bayerische Landesamt für Denkmalpflege geführt wird. Die folgenden Angaben ersetzen nicht die rechtsverbindliche Auskunft der Denkmalschutzbehörde.

## Bodendenkmäler in Grafrath
| Lage                     | Objekt | Akten-Nr.     | Bild           |
| ------------------------ | --- | ------------- | -------------- |
| (Standort)               | Turmhügel des hohen oder späten Mittelalters. | D-1-7832-0072 |                |
| (Standort)               | Siedlung des Endneolithikums oder der frühen Bronzezeit. | D-1-7832-0074 |                |
| Pfarrstraße 1 (Standort) | Untertägige spätmittelalterliche und frühneuzeitliche Befunde im Bereich der katholischen Filialkirche St. Mauritius in Unteralting und ihrer Vorgängerbauten.                                   | D-1-7832-0241 | weitere Bilder |
| (Standort)               | Untertägige mittelalterliche und frühneuzeitliche Befunde im Bereich der katholischen Wallfahrts- und Klosterkirche St. Rasso in Grafrath und ihrer Vorgängerbauten mit angeschlossenem Kloster. | D-1-7832-0243 | weitere Bilder |
| (Standort)               | Untertägige spätmittelalterliche und frühneuzeitliche Befunde im Bereich der katholischen Pfarrkirche St. Mariä Himmelfahrt in Höfen und ihrer Vorgängerbauten.                                  | D-1-7832-0246 | weitere Bilder |
| (Standort)               | Grabhügel mit Bestattungen der Bronzezeit und der Hallstattzeit. | D-1-7833-0007 | weitere Bilder |
| (Standort)               | Körpergräber des frühen Mittelalters. | D-1-7833-0008 |                |
| (Standort)               | Burgstall des hohen und späten Mittelalters (Burgstall Wildenroth). | D-1-7833-0009 | weitere Bilder |
| (Standort)               | Trichtergruben vor- und frühgeschichtlicher Zeitstellung. | D-1-7833-0010 | Bodendenkmal   |
| (Standort)               | Grabhügel mit Bestattungen der Bronzezeit, der Urnenfelderzeit, der Hallstattzeit sowie der frühen und mittleren Latènezeit.                                                                     | D-1-7833-0022 |                |
| (Standort)               | Untertägige spätmittelalterliche und frühneuzeitliche Befunde im Bereich der katholischen Kapelle St. Georg in Mauern.                                                                           | D-1-7833-0253 | weitere Bilder |
| (Standort)               | Siedlung vor- und frühgeschichtlicher Zeitstellung. | D-1-7833-0278 |                |
| (Standort)               | Grabhügel vorgeschichtlicher Zeitstellung. | D-1-7833-0376 |                |
| (Standort)               | Trichtergrubenfeld vor- und frühgeschichtlicher Zeitstellung. | D-1-7833-0391 |                |
| (Standort)               | Grabhügel vorgeschichtlicher Zeitstellung. | D-1-7833-0402 |                |